# Abrogation (Band)

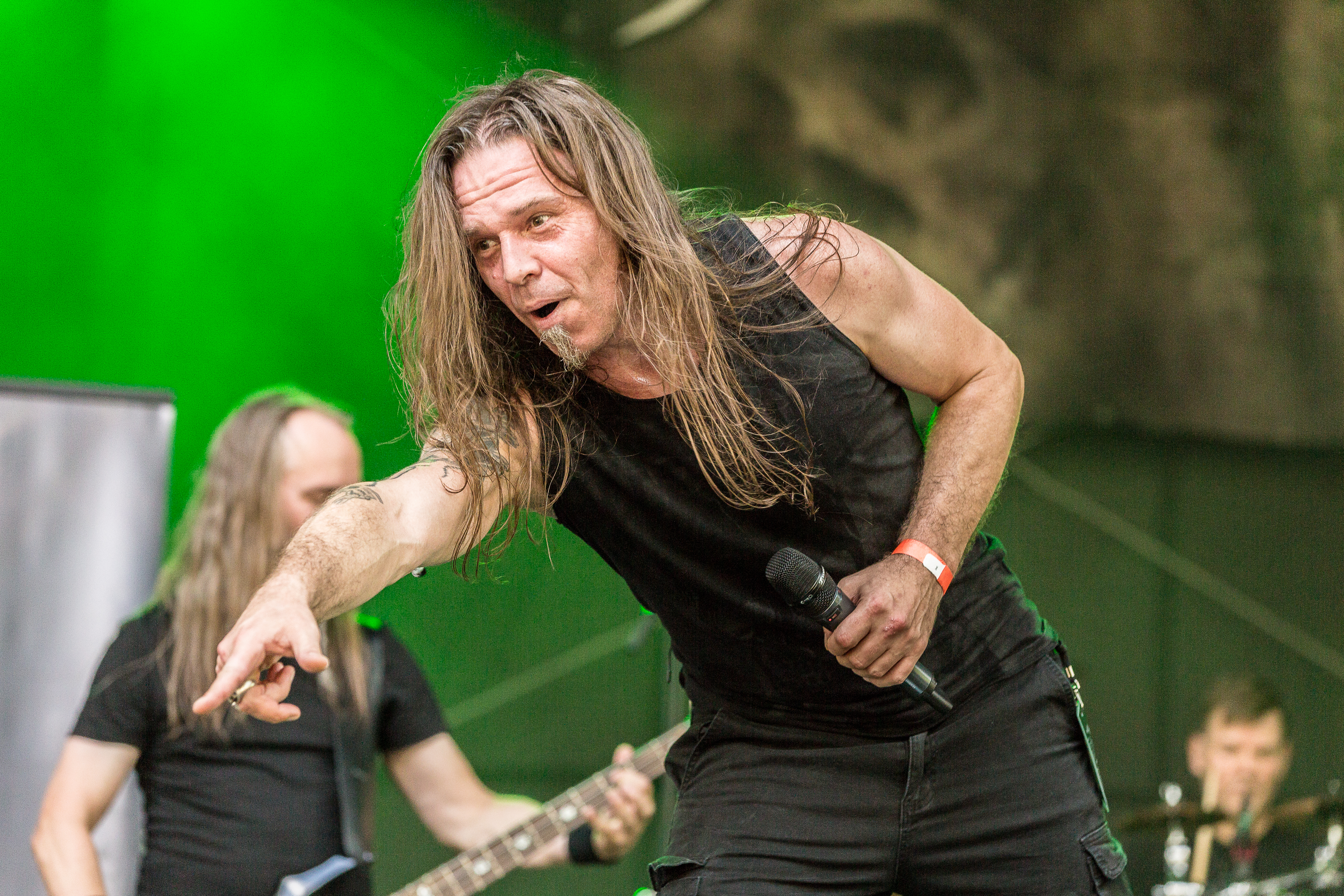
Abrogation bei Rock unter den Eichen 2024

Abrogation ist eine deutsche Melodic-Death-Metal-Band aus Magdeburg. Der Name bezieht sich auf den Begriff Abrogation aus dem Kirchenrecht.

## Geschichte
Abrogation wurde Mitte der 1990er Jahre von „Schwarte“ und „RW“ gegründet, später trat Gitarrist „Poldi“ der Band bei. 1997 wurde die erste Demoaufnahme Screams of Soul veröffentlicht, welcher 1998 die EP Creation of Madness folgte. 1999 erschien das Debütalbum Handwerk des Todes, welches im Gegensatz zu den Demoaufnahmen ausschließlich deutschen Text enthielt und sich damit vergleichsweise unkonventionell gegenüber der damaligen, deutschen Metalszene präsentierte. Da die Band zu diesem Zeitpunkt noch keinen Schlagzeuger besaß, musste ein Drumcomputer diesen ersetzen. Es handelte sich bei Handwerk des Todes um eine Eigenproduktion, die eine entsprechend geringe Verbreitung fand. Die Kritiken waren größtenteils positiv. Kurz nach der Veröffentlichung des Debüts trat Schlagzeuger „John Doe“ der Band bei, wodurch nun auch Auftritte möglich wurden, welche ebenfalls positive Resonanz fanden. Vorläufiger Höhepunkt der Bandgeschichte war die Aufnahme des Lieds Der schwarze Tod auf einer Unerhört-Sampler-CD der Zeitschrift Rock Hard, auf der Underground-Bands ohne Plattenvertrag veröffentlichen durften.
Abrogation schloss in den Folgejahren einen Vertrag mit dem Musiklabel Grind Syndicate (im Vertrieb von Nuclear Blast), so dass 2002 das zweite Album Das Blut der Toten unter professionellen Bedingungen aufgenommen und großflächig vertrieben werden konnte. 2004 wurde das dritte Studioalbum 1487 veröffentlicht, dies allerdings wieder als Eigenproduktion. Im Jahr 2009 folgte das Album Sarggeburt, ebenfalls in Eigenregie.
Die Band ist auch heute noch im Underground aktiv und spielte als Vorgruppe unter anderem für Riger und Adorned Brood. 2010 spielte die Band zwei Konzerte im Metalmarkt-Zelt auf dem Wacken Open Air. Im Jahr 2011 wurde ein Plattenvertrag bei Medusa Records / Einheit Produktionen unterschrieben. Daraufhin erschien das Album Tief schwarz blutig rot. Ende 2012 beschloss Sänger und Gitarrist Schwarte die Band zu verlassen. Als neuer Sänger stieß Anfang 2013 „Fenris“ dazu. Im Jahr 2016 wurde „Kutte“ als 2. Gitarrist gewonnen, womit die Besetzung wieder komplett war.

## Stil
Die Gruppe verfolgt einen Musikstil, welcher hauptsächlich im Melodic-Death-Metal-Bereich angesiedelt ist, dabei jedoch auch Einflüsse aus Heavy- sowie Thrash-Metal aufweist. Textlich werden hauptsächlich Mittelalter, Religion oder gesellschaftliche Dinge thematisiert, dies stets auf einer philosophischen Ebene.

## Diskografie
- 1998: Screams of Soul (Demo)
- 1999: Creation of Madness (EP, Eigenproduktion)
- 1999: Handwerk des Todes (Album, Eigenproduktion)
- 2002: Das Blut der Toten (Album, Syndicate Media / Nuclear Blast)
- 2005: 1487 (Album, Eigenproduktion)
- 2009: Sarggeburt (Album, Eigenproduktion)
- 2011: Tief schwarz, blutig rot (Album, Medusa Records)
- 2016: Urstant (Album, 7hard (Membran))